# استونی در المپیک تابستانی ۲۰۱۲
استونی در بازی‌های المپیک تابستانی ۲۰۱۲ که در شهر لندن، انگلستان برگزار شده با ۳۲ ورزشکار شامل ۲۳ مرد و ۹ زن در یازده رشته ورزشی شرکت کرده‌است.
استونی با ۱ مدال نقره و ۱ برنز در رده شصت و سوم رده‌بندی مدال‌ها قرار گرفته‌است.

## مدال‌آوران
| مدال | نام       | ورزش        | رویداد                  | تاریخ |
| ---- | --------- | ----------- | ----------------------- | ----- |
| نقره | هیکی نابی | کشتی        | ۱۲۰ کیلوگرم فرنگی مردان | ۶ اوت |
| برنز | گرد کانتر | دو و میدانی | پرتاب دیسک مردان        | ۷ اوت |